# Monti Adams
I Monti Adams sono un piccolo gruppo di montagne dell'Antartide nella catena montuosa dei Monti della Regina Alessandra, nella Dipendenza di Ross. Sono delimitati dai ghiacciai Beardmore, Berwick, Moody e Bingley.
Il gruppo montuoso fu scoperto nel corso della spedizione Nimrod (1907-1909), guidata dall'esploratore polare inglese Ernest Shackleton e venne denominato in onore del luogotenente Jameson B. Adams, secondo in comando della spedizione. La successiva Spedizione Terra Nova (1910-13) aveva ristretto il nome Monte Adams alla sola vetta del gruppo, ma la definizione originale fu poi considerata più appropriata e venne quindi ufficialmente approvata.